# Estación de Vista Alegre (Metro de Madrid)

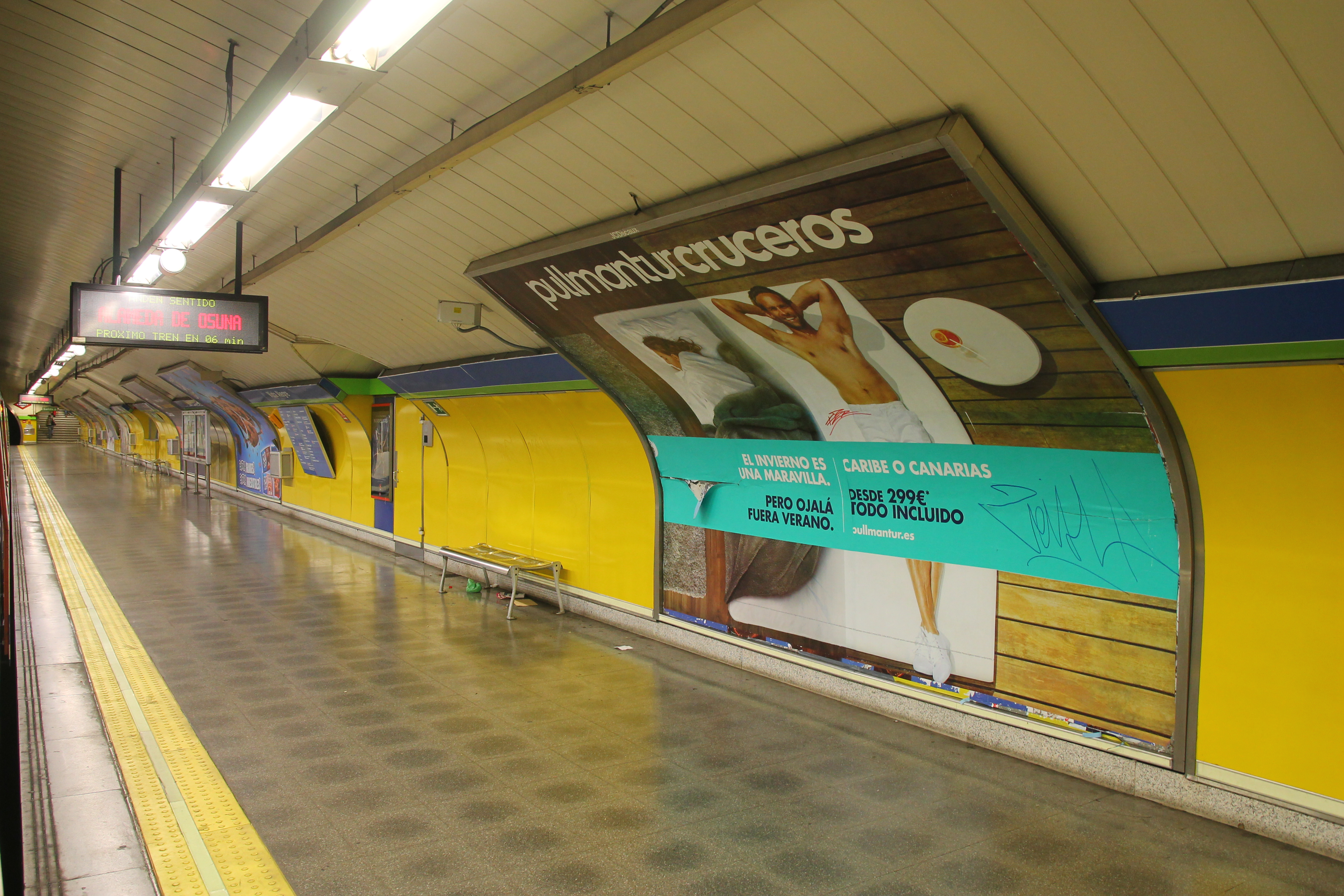
Andén de la estación

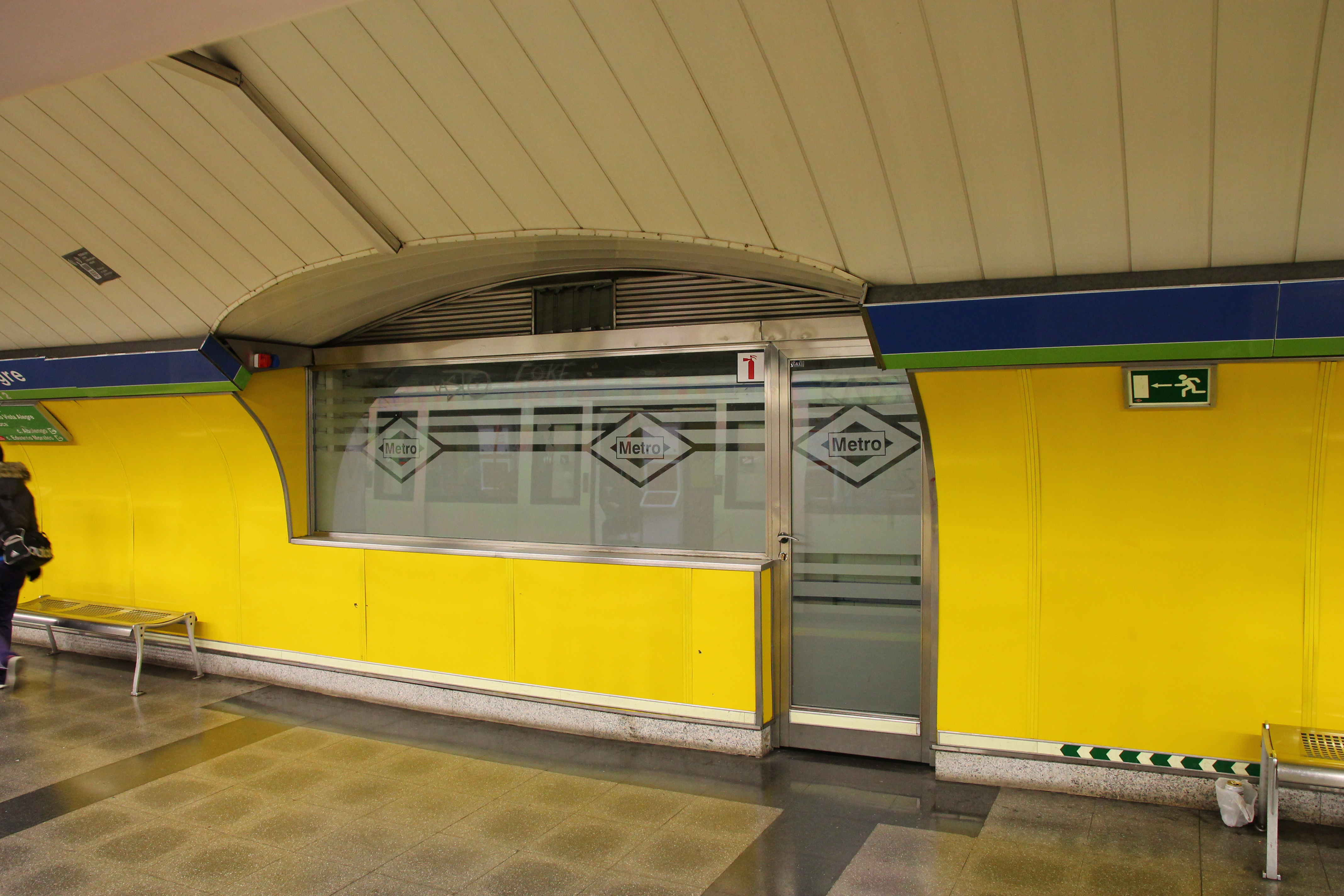
Andén de la estación

Vista Alegre es una estación de la línea 5 del Metro de Madrid situada bajo la calle Oca, entre los números 69 y 43, en el madrileño distrito de Carabanchel.

## Historia
La estación abrió al público el 5 de junio de 1968 con el primer tramo de la línea entre Callao y Carabanchel, siendo reformada entre 2003 y 2004 con la colocación de nuevas bóvedas y paramentos.

## Accesos
Vestíbulo Pinzón
- Pinzón C/ Oca, 69 (próximo C/ Pinzón). Para Palacio de Vistalegre

Vestíbulo Oca
- Oca C/ Oca, 43 (esquina C/ Eduardo Morales)

## Líneas y conexiones

### Metro
| << cabecera      | < estación | línea | estación >  | cabecera >>   |
| ---------------- | ---------- | ----- | ----------- | ------------- |
| Alameda de Osuna | Oporto     |       | Carabanchel | Casa de Campo |

### Autobuses
| Nocturnos |                          |                                |
| Línea     | Destino                  | Parada                         |
| N26       | Aluche                   | 3715 VISTA ALEGRE (C/ Oca, 76) |
| N26       | Plaza de Alonso Martínez | 3716 VISTA ALEGRE (C/ Oca, 73) |

| Diurnos |                              |                          |              |
| Línea   | Destino                      | Parada                   | Operador     |
| 481     | Leganés (Parquesur-Hospital) | 3715 OCA-PINZÓN (N.º 76) | Martín, S.A. |
| 486     | Leganés (Valdepelayo)        | 3715 OCA-PINZÓN (N.º 76) | Martín, S.A. |
| 481     | Madrid (Oporto)              | 3716 OCA-PINZÓN (N.º 73) | Martín, S.A. |
| 486     | Madrid (Oporto)              | 3716 OCA-PINZÓN (N.º 73) | Martín, S.A. |